# Campionats del món de ciclisme en ruta de 2006
Els Campionats del món de ciclisme en ruta de 2006 es disputaren del 19 al 24 de setembre de 2006 a Salzburg, Àustria. La competició consistí en una cursa contrarellotge i una en ruta per a homes, dones i homes sub-23.

## Resultats
|                                         | Or                               | Or            | Argent                         | Argent      | Bronze                            | Bronze      |
| Proves masculines professionals         |                                  |               |                                |             |                                   |             |
| Cursa en línia masculina detalls        | Paolo Bettini · Itàlia           | 6h 15' 36"    | Erik Zabel · Alemanya          | m. t.       | Alejandro Valverde · Espanya      | m. t.       |
| Contrarellotge masculina detalls        | Fabian Cancellara · Suïssa       | 1h 00' 11.75" | David Zabriskie · Estats Units | + 1' 29.97" | Aleksandr Vinokúrov · Kazakhstan  | + 1' 49.72" |
| Proves femenines elit                   |                                  |               |                                |             |                                   |             |
| Cursa en línia femenina detalls         | Marianne Vos · Països Baixos     | 3h 20' 26"    | Trixi Worrack · Alemanya       | m. t.       | Nicole Cooke · Regne Unit         | m. t.       |
| Contrarellotge femenina detalls         | Kristin Armstrong · Estats Units | 35' 04.89"    | Karin Thürig · Suïssa          | + 25.57"    | Christine Thorburn · Estats Units | + 29.36"    |
| Proves masculines sub-23                |                                  |               |                                |             |                                   |             |
| Cursa en línia masculina sub-23 detalls | Gerald Ciolek · Alemanya         | 4h 00' 50"    | Romain Feillu · França         | m. t.       | Aleksandr Khatúntsev · Rússia     | m. t.       |
| Contrarellotge masculina sub-23 detalls | Dominique Cornu · Bèlgica        | 49' 28.42"    | Mikhail Ignatiev · Rússia      | + 37"       | Jérôme Coppel · França            | + 44"       |

## Medaller
| Posició | País          | Or | Plata | Bronze | Total |
| 1       | Alemanya      | 1  | 2     | 0      | 3     |
| 2       | Estats Units  | 1  | 1     | 1      | 3     |
| 3       | Suïssa        | 1  | 1     | 0      | 2     |
| 4       | Bèlgica       | 1  | 0     | 0      | 1     |
| 4       | Itàlia        | 1  | 0     | 0      | 1     |
| 4       | Països Baixos | 1  | 0     | 0      | 1     |
| 7       | França        | 0  | 1     | 1      | 2     |
| 7       | Rússia        | 0  | 1     | 1      | 2     |
| 9       | Kazakhstan    | 0  | 0     | 1      | 1     |
| 9       | Espanya       | 0  | 0     | 1      | 1     |
| 9       | Regne Unit    | 0  | 0     | 1      | 1     |
| Total   | Total         | 6  | 6     | 6      | 18    |